# Itacoatiara
Itacoatiara é um município brasileiro localizado na Região Metropolitana de Manaus, no estado do Amazonas. É a segunda cidade mais populosa do estado, com 112 520 habitantes, de acordo com estimativas de 2024 do Instituto Brasileiro de Geografia e Estatística (IBGE).
O município ocupa uma área de 8 891,906 km², representando  0.5661 % do estado, 0.2308 % da Região Norte e  0.1047 % de todo o território brasileiro. Desse total 13,5 km² estão em perímetro urbano. Possui uma temperatura média anual mínima de 25 °C e de 32 °C como média máxima. Na vegetação do município predomina o bioma amazônico.
Fundada em 1760 pelo primeiro governador geral da capitania de São José do Rio Negro Joaquim de Melo e Povoas, que após a transferência da aldeia de abacaxis, para a margem esquerda do Rio Amazonas, instalou a Vila de Serpa, por isso a cidade é conhecida como Velha Serpa. Também conhecida como Cidade da Pedra Pintada, por possuir na entrada da área urbana uma pedra pintada com um escrito indígena do tupi ou nheengatu itá: pedra; e coatiara: (pintado, gravado, escrito, esculpido) que deu origem ao nome atual da cidade. Conta com importantes monumentos, museus, parques, balneários, teatros e um vasto calendário de eventos, destacando o Aniversário da cidade realizado no dia 25 de abril, o Festival da Canção de Itacoatiara (Fecani) em setembro e a EXPOFEST, em outubro.  A cidade tem como cartão-postal a Avenida Parque, inaugurada em 1928, sendo inspirada na famosa avenida parisiense Champs Elysées.
Itacoatiara possui o segundo maior PIB do Amazonas, com R$ 2,05 bilhões, de acordo com dados do IBGE de 2016. O município é considerado um dos maiores pólos agropecuários do Brasil. Conta com um importante porto fluvial, responsável por uma grande quantidade de transporte de cargas, sendo o segundo maior porto fluvial escoador do país, pois chegam diariamente cargas vindas de cidades como Belém, Cuiabá, Manaus e Santarém. Seu Índice de Desenvolvimento Humano (IDH) é de 0,644, sendo considerando ferior à média nacional, e comparado com o IDH do estado, que foi de 0,720. Segundo estudo de uma empresa de consultoria, a Urban Systems, Itacoatiara é uma das pequenas cidades mais desenvolvidas do Brasil.

## Etimologia
O nome Itacoatiara, é originário da língua indígena tupi que significa "Pedra Pintada", devido as inscrições rupestres gravadas em algumas pedras de arenito localizadas em frente ao porto da cidade e no sitio arqueológico da pedra chata no rio Urubu. Teve como primeiros habitantes os índios Muras, Juris, Abacaxis, Anicorés, Aponariás, Cumaxiás, Barés, Jumas, Juquis, Pariguais e Terás.
Itacoatiara é um vocábulo indígena que significa pedra pintada, pedra escrita. Procede do tupi ou nheengatu itá: pedra; e coatiara: pintado, gravado, escrito, esculpido. Na língua Tupi-Guarani, significa pedra pintada; entretanto, segundo Antônio Cantanhede, em Outras Histórias do Amazonas, o topônimo tem a seguinte decomposição: Itá - pedra; Coati - o mamífero; Ára - o que nasce.

## História

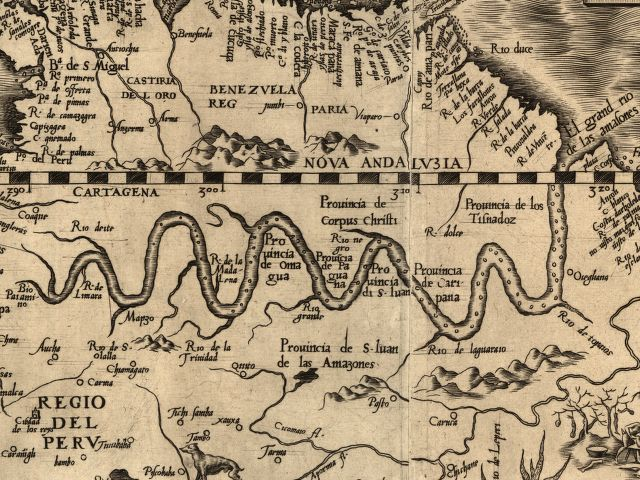
Mapa de 1562 da região do rio Amazonas.

### Fundação
Em 1757, os habitantes da Aldeia dos Abacaxis, que absorveu através do descimento nativo, oriundo do Regimento das Missões, de várias outras etnias, são transferidos para a outra margem do Rio Amazonas (margem esquerda), onde está atualmente a cidade de Itacoatiara. Em razão dos constantes ataques dos silvícolas e a procura de terras propícias à colonização motivaram a retirada dos habitantes da aldeia de Abacaxis. Por esse último local passou, em 1755, o Capitão-general Francisco Xavier de Mendonça Furtado, Governador do Grão-Pará e Maranhão que, em carta dirigida ao Ministro de Ultramar (1758), descreveu a viagem e especificou as deliberações tomadas em sua visita às terras amazonenses.
Os registros de povoamento na região onde está localizada a cidade, datam de 1760, quando o primeiro governador da capitania de São José do Rio Negro Joaquim de Melo e Povoas, em ofício  destinado ao governador do Grão-pará Francisco Xavier de Mendonça Furtado, informa da fundação da então Vila de Serpa e execução da planta do lugar, que deu origem a cidade de Itacoatiara, em reverência aos desenhos encontrados nas rochas de arenito, encontradas no litoral da cidade.

### Formação administrativa
No ano de 1759 a aldeia de Itacoatiara é elevada a vila, com a denominação de Serpa, nome de origem portuguesa. Foi a terceira vila instalada no Amazonas, antecedida apenas por Borba e Barcelos. Era, então, das mais importantes aglomerações da região.
Suprimido o município em 1833, dois anos depois era assolado pela Cabanagem, sedição que veio a terminar em 1840. A restauração verificou-se em 10 de dezembro de 1857. Em 25 de abril de 1874, a vila elevada à condição de cidade com a denominação de Itacoatiara, pela Lei Provincial n.º 283, de 25 de abril de 1874.
Em 28 de novembro de 1830, pelo Ato Estadual nº. 45, o município de Urucará é anexado ao de Itacoatiara. Em 14 de setembro de 1931, pelo Ato Estadual no. 33, o município de Urucurituba também é anexado ao de Itacoatiara. Em 1935, com a reconstitucionalização do estado, Urucará e Urucurituba retornam à condição de municípios.

### História recente
Em decorrência do crescimento demográfico de Itacoatiara, que atualmente ostenta a posição da terceira cidade mais populosa do Amazonas com mais de 100 mil habitantes, o município foi incluído à Região Metropolitana de Manaus em 2007 e vem consolidando-se como a segunda maior economia do estado.

## Geografia
Itacoatiara está localizado no centro-leste do estado, na Região Intermediária de Parintins e Região Imediata de Itacoatiara. Situa-se na Região Metropolitana de Manaus.
Localiza-se a uma latitude 03º08'01.65" sul e a uma longitude 58°26'19.04" oeste, estando a uma altitude de 612 metros.
Possui uma área de 8.600 km² e seu território tem como limite as cidades de: Manaus, Urucará, Rio Preto da Eva, Nova Olinda do Norte, Silves, Itapiranga e São Sebastião do Uatumã.

### Hidrografia
Itacoatiara está localizada junto à bacia hidrográfica Amazônica. Os rios que passam por Itacoatiara são os rios Solimões e o Rio Negro, que formam o Rio Amazonas. O rio Solimões começa no Peru e, ao entrar no Brasil, no município de Tabatinga, recebe o nome de Solimões.
Além dos grandes rios que passam pela cidade, outras pequenos igarapés e lagoas cortam a cidade, que também conta com um considerável número de afluentes em suas redondezas.

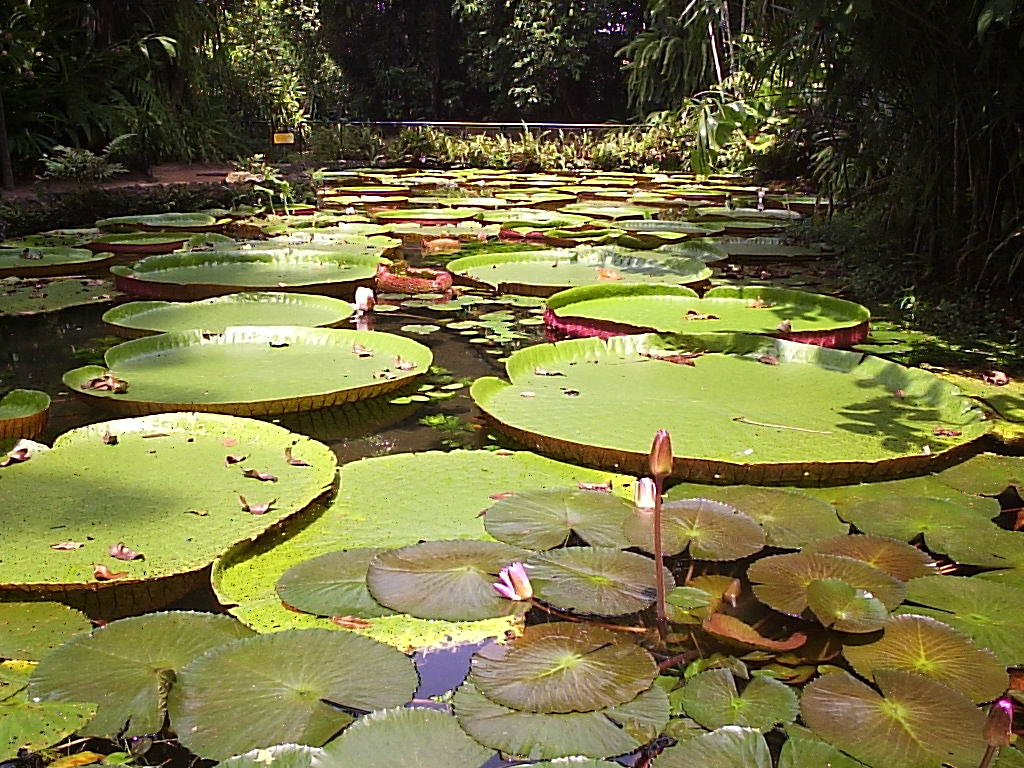
Vitória-régia

### Fauna e flora
A fauna e flora da Amazônia é diversificada, sendo encontrada a mesma fauna da floresta tropical úmida presente em diversos municípios da região. É possível encontrar no município, inúmeras espécies de plantas e pássaros, inúmeros anfíbios e milhões de insetos.
Os grandes mamíferos da água, como o peixe-boi e o boto, são encontrados principalmente em regiões sem muita movimentação do Rio Negro. Algumas árvores de origem amazônica, como a andiroba e mafumeira (também conhecida como sumaúma), são encontradas em algumas regiões da cidade, principalmente em áreas intactas. Na área urbana, pouco se encontra tais árvores.
Répteis como tartarugas, caimões e víboras também ali habitam. Há pássaros e peixes de todas as espécies, plumagens e peles. Em algumas regiões ao longo dos rios, encontramos a planta vitória-régia, cujas folhas circulares chegam a mais de um metro de diâmetro.

### Clima
Itacoatiara possui clima tropical úmido, presente em toda a Amazônia. O clima é amenizado por alta pluviosidade e pelos ventos alísios que sopram do Atlântico. Quedas de temperatura são comuns no município e diminuem bastante os rigores de calor, acontecendo quase sempre à noite. Há duas estações distintas: inverno, mais chuvoso, que se inicia em dezembro, e verão, menos chuvoso, que se inicia em maio.
Segundo dados do Instituto Nacional de Meteorologia (INMET), desde 1971 a menor temperatura registrada em Itacoatiara foi de 16,9 °C em 23 de julho de 1981, e a maior atingiu 38,8 °C em 31 de outubro de 1988. O maior acumulado de precipitação em 24 horas foi de 143,2 mm em 19 de dezembro de 2016, superando o recorde anterior de 140,4 mm em 17 de janeiro de 2011.
| Dados climatológicos para Itacoatiara                                                                                          | Dados climatológicos para Itacoatiara | Dados climatológicos para Itacoatiara | Dados climatológicos para Itacoatiara | Dados climatológicos para Itacoatiara | Dados climatológicos para Itacoatiara | Dados climatológicos para Itacoatiara | Dados climatológicos para Itacoatiara | Dados climatológicos para Itacoatiara | Dados climatológicos para Itacoatiara | Dados climatológicos para Itacoatiara | Dados climatológicos para Itacoatiara | Dados climatológicos para Itacoatiara | Dados climatológicos para Itacoatiara |
| Mês | Jan                                   | Fev                                   | Mar                                   | Abr                                   | Mai                                   | Jun                                   | Jul                                   | Ago                                   | Set                                   | Out                                   | Nov                                   | Dez                                   | Ano                                   |
| --- | ------------------------------------- | ------------------------------------- | ------------------------------------- | ------------------------------------- | ------------------------------------- | ------------------------------------- | ------------------------------------- | ------------------------------------- | ------------------------------------- | ------------------------------------- | ------------------------------------- | ------------------------------------- | ------------------------------------- |
| Temperatura máxima recorde (°C)                                                                                                | 36                                    | 36,2                                  | 36,5                                  | 36,4                                  | 36,1                                  | 35,6                                  | 37,9                                  | 36,8                                  | 37,8                                  | 38,8                                  | 37,6                                  | 37,4                                  | 38,8                                  |
| Temperatura máxima média (°C)                                                                                                  | 31,1                                  | 30,9                                  | 31                                    | 31,1                                  | 31,4                                  | 31,8                                  | 32,2                                  | 33                                    | 33,7                                  | 33,8                                  | 33,1                                  | 32,1                                  | 32,1                                  |
| Temperatura média compensada (°C)                                                                                              | 26,1                                  | 26,2                                  | 26,3                                  | 26,4                                  | 26,7                                  | 26,7                                  | 26,8                                  | 27,2                                  | 27,9                                  | 28                                    | 27,5                                  | 26,9                                  | 26,9                                  |
| Temperatura mínima média (°C)                                                                                                  | 22,5                                  | 22,6                                  | 22,6                                  | 22,7                                  | 23                                    | 22,7                                  | 22,6                                  | 22,8                                  | 23,1                                  | 23,3                                  | 23,2                                  | 23                                    | 22,8                                  |
| Temperatura mínima recorde (°C)                                                                                                | 18,9                                  | 18,8                                  | 18                                    | 17,5                                  | 18                                    | 17,5                                  | 16,9                                  | 18,4                                  | 18,3                                  | 19,2                                  | 18,5                                  | 18,8                                  | 16,9                                  |
| Precipitação (mm) | 327,2                                 | 286                                   | 371,2                                 | 301,6                                 | 255,5                                 | 152,1                                 | 100,6                                 | 74,9                                  | 84,3                                  | 97                                    | 147,1                                 | 214,9                                 | 2 412,4                               |
| Dias com precipitação (≥ 1 mm)                                                                                                 | 18                                    | 17                                    | 20                                    | 19                                    | 18                                    | 14                                    | 10                                    | 7                                     | 7                                     | 7                                     | 8                                     | 12                                    | 157                                   |
| Umidade relativa compensada (%)                                                                                                | 87,7                                  | 87,3                                  | 87,8                                  | 87,9                                  | 87,2                                  | 85,2                                  | 82,7                                  | 81,3                                  | 79,7                                  | 79,3                                  | 81,6                                  | 84,4                                  | 84,3                                  |
| Insolação (h) | 106,2                                 | 92,2                                  | 92,1                                  | 103,8                                 | 124,4                                 | 154,9                                 | 202,6                                 | 202,7                                 | 187,4                                 | 163,8                                 | 136,8                                 | 127,4                                 | 1 704,3                               |
| Fonte: Instituto Nacional de Meteorologia (INMET) (normal climatológica de 1981-2010; recordes de temperatura: 1971-presente). |                                       |                                       |                                       |                                       |                                       |                                       |                                       |                                       |                                       |                                       |                                       |                                       |                                       |

## Demografia
A população do município, de acordo com estimativas de 2021 provenientes do Instituto Brasileiro de Geografia e Estatística (IBGE) era de 104 046 habitantes, sendo o 2º mais populoso do estado e apresentando uma densidade populacional de 11,4 habitantes por km². De acordo com o censo demográfico de 2010, também realizado pelo IBGE, 48,85% da população de Itacoatiara eram homens (42 421 habitantes) e 51,15% (44,419 habitantes) eram mulheres. Também registrou-se que 77% da população vivia em zona urbana (65 327 habitantes) e 23% vivia na zona rural e ribeirinha (19 513 habitantes).
O crescimento populacional de Itacoatiara na última década foi de 18,76%. Em um período de dezenove anos, entre 1991 e 2010, a população de Itacoatiara  teve uma taxa média de crescimento anual de 4,26%, onde sua população se elevou de 58 757 habitantes em 1991 para 72 105 habitantes em 2000. A taxa de urbanização cresceu 13,38% passando de 63,62% de urbanização no município, em 1991, para 77,00% em 2010. Em 2000, a população do município representava 2,56% da população do estado e 0,04% da população do país.
Ainda no período de 1991 a 2000, houve um declínio no quesito razão de dependência. Em 1991, a razão de dependência entre os habitantes era alta: 86,8%. Em 2000, com o declínio, este índice baixou para 70,4% dos habitantes.
O Índice de Desenvolvimento Humano Municipal (IDH-M) de Itacoatiara é considerado médio pelo Programa das Nações Unidas para o Desenvolvimento (PNUD). No ano de 2000, considerando apenas a educação, o valor do índice é de 0,825 enquanto o do Brasil é 0,849. O índice da longevidade é de 0,741 (o brasileiro é 0,787) e o de renda é de 0,568 (o do Brasil é 0,723). Comparado aos outros municípios do Brasil, Itacoatiara apresenta uma situação intermediária, ocupando a 2.787ª posição no quesito IDH, sendo que 2.776 municípios (50,6%) estão em situação melhor e 2,720 municípios (49,4%) estão em situação pior ou semelhante. Comparando com os municípios do Amazonas, Itacoatiara apresenta uma boa situação: ocupa a 3ª posição, sendo que 2 municípios (3,2%) estão em situação melhor e 59 municípios (66,8%) estão em situação pior ou semelhante. No período de 1991 a 2000 o IDH de Itacoatiara cresceu 8,22% passando de 0,657 em 1991 para 0,711 em 2000. A educação foi o que mais contribuiu para este crescimento, com 47,2%, seguida pela Educação, com 45,4%. Caso Itacoatiara mantivesse esta taxa de crescimento de IDH, levaria 28,2 anos para alcançar São Caetano do Sul, o município com o melhor IDH do Brasil (0,919) e 9,3 anos para alcançar Manaus, o município com o melhor IDH do estado (0,774).
Evolução demográfica de Itacoatiara

### Problemas sociais
Em relação ao trabalho infantil, a cidade apresenta pequenos casos, o que é um retrocesso comparados aos anos anteriores.
De acordo com a Fundação Getúlio Vargas, em junho de 2006, no Brasil, a taxa baseada em renda de trabalho era de 18,57% da população, com queda de 19,8% nos quatro anos anteriores. A taxa de miséria é parcialmente atribuída à desigualdade econômica do país, que de acordo com o Coeficiente de Gini, é uma das maiores do mundo. Em Itacoatiara, a situação é abaixo da média nacional, sendo que a taxa de miséria vem caindo gradativamente nos últimos anos.
A região com maior concentração de pobreza é a região oeste da cidade, que possui áreas com grandes índices de pobreza, devido a uma estrutura socioeconômica frágil, o que tem sido utilizado para fins eleitorais e oportunistas. Contrariamente ao senso comum, os dois bairros com maior índice de riqueza e mais nobres, localizam-se nessa região. Porém, a pobreza existente é pequena comparada aos índices das grandes cidades do país na forma de subúrbios e favelas, comunidades pobres das cidades grandes.
A Incidência de pobreza é de 56,78%, o limite inferior da incidência da pobreza é 51,99%, o limite inferior da incidência da pobreza é 61,57%, a incidência de pobreza subjetiva é 67,50%, O Limite inferior da Incidência da Pobreza Subjetiva é de 64,55%, O Limite superior Incidência da Pobreza Subjetiva é 70,46%. O Coeficiente de Gini é 0,45, o Limite inferior do Índice de Gini é 0,42, e por fim o limite superior ao índice Gini é 0,47.

### Composição étnica

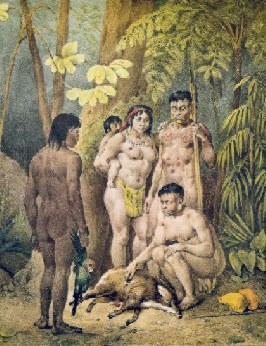
Os índios correspondem por cerca de 3,09% da população.

Os traços culturais, políticos e econômicos herdados dos portugueses, espanhóis e holandeses marcam o município de Itacoatiara. Cresceu assim, mas voltando um pouco atrás na história, não se pode esquecer a importância dos ameríndios no quesito contribuição étnica. Foram os ameríndios que iniciaram a ocupação humana na Amazônia, e seus descendentes, os caboclos, desenvolveram-se em contato íntimo com o meio ambiente, adaptando-se às peculiaridades regionais e oportunidades oferecidas pela floresta.
Na sua formação histórica, a demografia de Itacoatiara é o resultado da miscigenação das três etnias básicas que compõem a população brasileira: índios, europeus e negros, formando, assim, os mestiços da região (caboclos). Mais tarde, com a chegada dos imigrantes, especialmente japoneses, árabes sírios e libaneses e  judeus vindos em sua maioria do Marrocos, formou-se uma cultura singular, que caracteriza a população da cidade, seus valores e modo de vida.
Segundo o censo de 2000 do IBGE, a população de Itacoatiara  está composta por: pardos (58,37 % ou 41,367 habitantes), brancos (32,21 % ou 22,504 habitantes), pretos (5,7 % ou 4 110 habitantes), indígenas (3,09 % ou 2,228 habitantes) e amarelos (0,63% ou 430 habitantes). Há ainda, 50 pessoas que não declararam suas etnias, representando 0,10 % do total da população.

### Religião
A variedade cultural em Itacoatiara se faz presente e são diversas as manifestações religiosas presentes na localidade. Assim como diversos municípios brasileiros, o município se desenvolveu sobre uma matriz social eminentemente católica e é possível encontrar atualmente na cidade dezenas de denominações protestantes diferentes.
De acordo com dados do censo de 2000, realizado pelo Instituto Brasileiro de Geografia e Estatística, a população de Itacoatiara é composta por: católicos, dentre esses, romanos, siríacos e ortodoxos (80,68%), protestantes (5,73%), pessoas sem religião (6,08%), budistas (0,01%), muçulmanos (0,01) e 2,14% estão divididas entre outras religiões. Entre as igrejas protestantes, destacam-se a Assembleia de Deus (15,36%), Igreja Batista (2,09 %) e Igreja Adventista do Sétimo Dia (1,72 %).
Entre as denominações cristãs restauracionistas, destacam-se A Igreja de Jesus Cristo dos Santos dos Últimos Dias (1,16 %) e as testemunhas de Jeová (0,40 %). O espiritismo, judaísmo, a umbanda e o candomblé não foram identificados entre a população religiosa.
A padroeira local é Nossa Senhora do Rosário, celebrada em 1º de novembro, e está subordinada a prelazia de mesmo nome.

## Política

### Administração
Ver artigo principal: Câmara Municipal de Itacoatiara
De acordo com a Constituição de 1988, Itacoatiara está localizada em uma república federativa presidencialista. Foi inspirada no modelo estadunidense, no entanto, o sistema legal brasileiro segue a tradição romano-germânica do Direito positivo. A administração municipal se dá pelo poder executivo e pelo poder legislativo.
O Poder executivo é representado pelo prefeito e gabinete de secretários, em conformidade ao modelo proposto pela Constituição Federal. O Poder legislativo é constituído à câmara, composta por 17 vereadores eleitos para mandatos de quatro anos, em observância ao disposto no artigo 29 da Constituição do Brasil.  Cabe à casa elaborar e votar leis fundamentais à administração e ao Executivo, especialmente o orçamento participativo (Lei de Diretrizes Orçamentárias). O município de Itacoatiara se rege por leis orgânicas.
O Poder legislativo é constituído pela câmara, composta por dezessete vereadores eleitos para mandatos de quatro anos (em observância ao disposto no artigo 29 da Constituição) e está composta da seguinte forma: duas cadeiras do Avante; duas cadeiras do Partido Liberal (PL); duas cadeiras do Partido Social Cristão (PSC); duas cadeiras do Partido dos Trabalhadores (PT); duas cadeiras do Partido Trabalhista Brasileiro (PTB); duas cadeiras do Partido Verde (PV); uma cadeira do Movimento Democrático Brasileiro (MDB); uma cadeira do Partido Comunista do Brasil (PC do B); uma cadeira do Partido da Social Democracia Brasileira (PSDB); uma cadeira do Partido Republicano da Ordem Social (PROS) e uma cadeira do Republicanos. Cabe à casa elaborar e votar leis fundamentais à administração e ao Executivo, especialmente o orçamento participativo (Lei de Diretrizes Orçamentárias).
O atual prefeito de Itacoatiara é Mário Jorge Bouez Abrahim, filiado ao Partido Social Cristão (PSC) e a atual vice prefeita é Josefa Selane Sabino de Souza, também filiada ao Partido Social Cristão (PSC), que cumprem mandato como prefeito e vice desde 1º de janeiro de 2021. De acordo com o TRE-AM (Tribunal Regional Eleitoral), o município possuía em 2020 cerca de 67.270 eleitores, o que corresponde ao quarto maior colégio eleitoral do estado do Amazonas, ficando apenas atrás do colégio eleitoral da capital, Manaus, e dos colégios eleitorais dos municípios de Parintins e de Manacapuru.

### Símbolos municipais
Os símbolos do município de Itacoatiara são: a bandeira, o brasão e o hino.

#### Bandeira

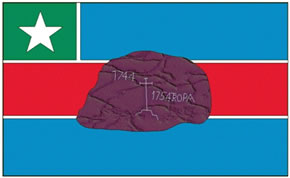
A bandeira do município.

A bandeira do município de Itacoatiara é de autoria de Antonildes Bezerra Mendonça. Foi instituída através da Lei nº 14 de 18 de maio de 1982, do ex-vereador Getúlio Borsa Lima. No alto à esquerda há uma estrela simbolizando o município. No centro encontramos a Pedra Histórica de Itacoatiara de onde origina-se o nome Itacoatiara contendo inscrições hieroglíficas (“1744 a 1754, uma “cruz com três degraus” e palavra “TROPA”). A mesma pedra também simboliza o período de colonização do Amazonas pelos portugueses, sendo que os mesmos sempre estavam acompanhados dos jesuítas que vinham catequizar os índios juntamente com soldados que os defendiam de possíveis ataques indígenas. Ainda no centro da bandeira, vê-se uma faixa vermelha provinda da Bandeira do Amazonas. A cor verde representa a exuberante floresta itacoatiarense e a esperança do povo que anseia pelo progresso e a cor azul, representa a cor do céu do município.

#### Brasão e hino

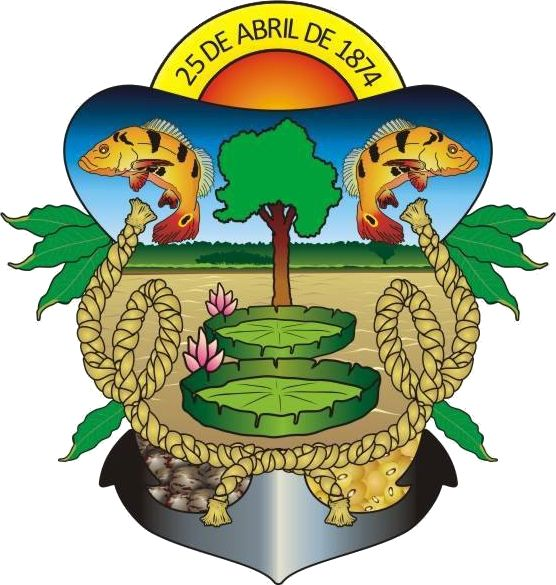
O brasão do município.

O brasão de Itacoatiara foi instituído através da lei nº 14 de 18 de maio de 1982, do ex-vereador Getúlio Borsa Lima e de autoria do artista Antonildes Bezerra Mendonça.
O brasão apresenta em sua parte superior o sol nascente, que reflete a esperança da população. Conta com a data de fundação da localidade. Ao fundo, é vista a paisagem natural itacoatiarense exibindo o rio Amazonas. Há dois tucunarés simbolizando a fartura pesqueira do município e, no centro, há uma árvore de castanheira (bertholletia excelsa), uma árvore nativa da região. A árvore dá origem à castanha-da-amazônia, um dos principais produtos de importação do município no século XX.
Há ainda a vitória-régia, símbolo da beleza aquática do Amazonas; uma corda tecida em fibra de juta, cujo produto é bastante produzido neste município e exportado para o sul do país e, circulando a corda, é possível ver parte de um ramo representando a botânica da região de Itacoatiara.
Percebe-se que toda a paisagem surge em forma da “cabeça de boi gir”, simbolizando a pecuária do município. Entre a paisagem e a âncora, há várias sementes de seringueira, árvore esta que representa a propulsora economia itacoatiarense durante o século XIX. Finalizando o brasão, exibi-se uma âncora que representa a exportação de todos os produtos do município para diversos lugares do mundo.
O hino do município de Itacoatiara foi oficializado por Miron Osmário Fogaça, então prefeito, em março de 1997 e sua primeira apresentação oficial foi feita no 123º aniversário de Itacoatiara e executado pelo coral municipal.
Letra
Menina Itacoatiara vive assim
Com ares de prima-dona
Que grande orgulho eu sinto em mim
E a serpente raivosa a vibrar
Eu tenho um presente venturoso
Crescer, viver, reinar>>>
Estribilho do hino do município de Itacoatiara.

## Economia
Itacoatiara possui o segundo maior PIB dentre os municípios amazonenses, superado apenas por Manaus, estando caracterizada também como a 406ª maior economia do Brasil. Segundo dados do IBGE, em 2016 seu Produto Interno Bruto foi de R$ 2 054 829 560 e o PIB per capita era de R$ 20 860,58 mil.
Destacam-se os setores de comércio e serviços, além da pecuária, exploração de caça, pesca, pecuária extensiva nos campos naturais e incipiente agricultura itinerante nas terras firmes, salientando-se nos últimos anos a cultura da juta e da pimenta-do-reino. O município apresenta concentrações de indústrias alimentícia, madeireira, de materiais de construção, entre outras.
| Produção agrícola | Produção agrícola | Produção agrícola |
| Produto           | Quantidade (t)    |                   |
| ----------------- | ----------------- | ----------------- |
| Mandioca          | 67.355            |                   |
| Banana            | 674.124           |                   |
| Milho             | 13.214            |                   |
| Laranja           | 6.325             |                   |
| Feijão            | 420               |                   |

### Setor primário
A agropecuária é a segunda fonte de renda do município. Em 2016, o valor total do PIB do setor primário foi de R$ 620.768.090, deste fato a cidade é considerada o maior pólo agropecuário do Amazonas e o 29º maior entre os municípios brasileiros. Em Itacoatiara destaca-se também outros produtos como a mandioca, banana, milho, laranja, feijão, café e hortaliças.
A pecuária e a pesca também constituem um forte empreendedor econômico do município, com destaque para a criação de bovinos equinos e suínos. Em 2009, foram registradas 283.773 bovinos efetivos no município, além de 62.897 bubalinos e 53.000 equinos. Na pesca, as espécies mais comuns são o pacu, sardinha, curimatã, branquinha, jaraqui, matrinxã, acari-bodó e outras espécies de peixes oriundos de água doce.
A avicultura também concentra uma representação econômica para a cidade, existindo uma granja com criação de galinhas de postura. O extrativismo vegetal ainda é uma atividade de grande significado para a economia local, através da exploração de produtos como a borracha, pupunha e madeira. Existem diversos viveiros de peixes na localidade, voltados à criação de espécies de peixes da Amazônia. Na fruticultura, produz-se no município maracujá, cupuaçu, mamão, abacaxi, banana, abacate, laranja, limão e melancia.

### Setor secundário
A produção industrial no município está intimamente ligada à indústria local. Há indústrias voltadas à atividades agropecuárias, usina de beneficiamento de borracha, cerâmica, moinhos de café, fábrica de gelo, guaraná, prensagem de juta, serrarias e padarias.

### Setor terciário
Apresentando um desenvolvimento acelerado, Itacoatiara ultrapassou a marca de cem mil habitantes e apresenta uma grande concentração de pontos comerciais, agências bancárias, hotéis e serviços que servem a todo eixo leste da Grande Manaus. O setor terciário é o mais importante da economia itacoatiarense, rendendo ao município R$ 1,03 bilhão em 2016. São 887 empresas atuantes na cidade, segundo dados do IBGE de 2017, gerando cerca de 9.932 empregos diretos.

## Estrutura urbana

### Habitação, infraestrutura básica e segurança
Itacoatiara possui uma ótima infraestrutura. Em 2010 a cidade possuía 24 700 domicílios entre apartamentos, casas, e cômodos. Desse total 11 608 eram imóveis próprios, sendo 24 645 próprios já quitados, 207 em aquisição e 1.871 alugados; 1 010 imóveis foram cedidos, sendo 326 por empregador  e 294 cedidos de outra maneira. Ainda 680 foram ocupados de outra forma . Parte dessas residências conta com água tratada, energia elétrica, esgoto, limpeza urbana, telefonia fixa e telefonia celular. Em 2000, 81,56% dos domicílios eram atendidos pela rede geral de abastecimento de água; 92,8% das moradias possuíam coleta de lixo e apenas 42,16% das residências possuíam escoadouro sanitário.
No período entre 1991 e 2000 o acesso a bens de consumo era considerado médio. Em 1991, 57,7% das residências possuíam geladeira; 62,6% televisão; 15,8% telefone e apenas 0,10% possuiam computador. Em 2000 o índice se elevou: 79,21% das residências possuíam geladeira; 76,25% televisão; 26,24% telefone e 6,33% computador.
Por força da Constituição Federal do Brasil, a Guarda Municipal de Itacoatiara, juntamente com a Polícia Militar, possui a função de proteger os bens, serviços e instalações públicas. Ainda, atendendo o interesse público e no exercício do seu poder de polícia, atua na prevenção e repressão de alguns crimes, especialmente contra bens e serviços públicos, podendo inclusive prender em flagrante delito os infratores e conduzi-los até a presença de um delegado de polícia, de acordo com o disposto na lei processual penal.
A criminalidade em Itacoatiara está em razoável decrescimento, como em poucas cidades do Brasil. Em 2006 a taxa de homicídios no município foi de 4,7 para cada 100 mil habitantes, sendo que em 2005 a taxa era de 6,7. O índice de óbitos por arma de fogo, após apresentar grande crescimento entre 2002 e 2005, caiu em 2006, sendo de 2,7  para cada 100 mil habitantes  neste ano. A taxa de óbitos por acidentes de trânsito, que era de um em 2002, subiu para 19 por cada 100 mil habitantes em 2006.

### Saúde e educação
Em 2009, o município contava com 17 estabelecimentos de saúde, sendo 11 públicos e 6 particulares. No atendimento de emergência, a cidade contava com duas unidades públicas.
Itacoatiara possui escolas em todas as regiões do município. O município em 2009 contava com aproximadamente 24 834 matrículas, 1030 docentes e 172 escolas nas redes públicas e particulares, sendo 27 escolas estaduais, 115 municipais e 30 particulares. 25 escolas municipais atuavam em atividades pré-escolares. No ensino superior, o município possui um campus da Universidade do Estado do Amazonas (UEA) e da Universidade Federal do Amazonas (UFAM), além disso conta com várias universidades privadas.

### Serviços de abastecimento
O município é abastecido pela Usina Hidrelétrica de Balbina, localizada em Balbina, distrito do município de Presidente Figueiredo. Juntamente com a Usina Hidrelétrica de Samuel, Balbina abastece grande parte dos municípios da Amazônia Ocidental. A distribuição de energia no município é fornecida pela Eletrobras Eletronorte.
O serviço de abastecimento de água de toda a cidade é feito pelo Serviço de Abastecimento de Água e Esgoto (SAAE). Já a coleta de esgoto é realizada pela própria prefeitura.

### Comunicações
Itacoatiara recebe sinais de televisão aberta de várias emissoras brasileiras. Entre as emissoras regionais que veiculam programas ligados ao município, destacam-se a TV A Crítica, a Band Amazonas emissora própria da Rede Bandeirantes, a Rede Boas Novas, a TV Norte Amazonas, afiliada ao SBT, a Amazon Sat e a única emissora de televisão no município a Rede Amazônica Itacoatiara, afiliada da Rede Globo. A cidade também possui retransmissoras da Rede Vida e da TV Novo Tempo.
Ainda há serviços de internet discada e banda larga (ADSL) sendo oferecidos por diversos provedores de acesso gratuitos e pagos. O serviço de telefonia móvel, é oferecido pelas operadoras Claro, TIM e Vivo. O código de área (DDD) de Itacoatiara é 92 e o Código de Endereçamento Postal (CEP) da cidade é 69100-000.

### Transporte

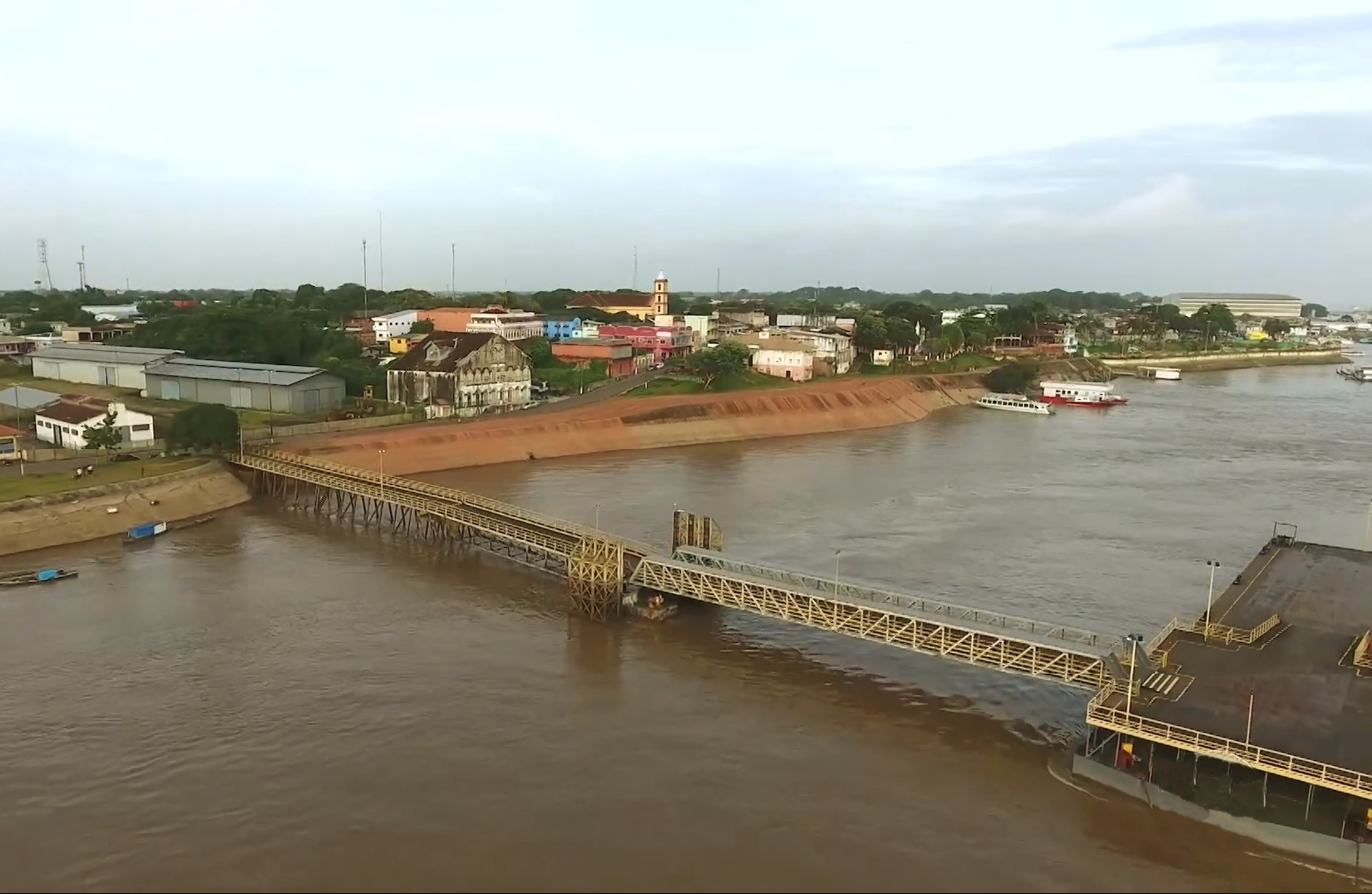
Região portuária da cidade.

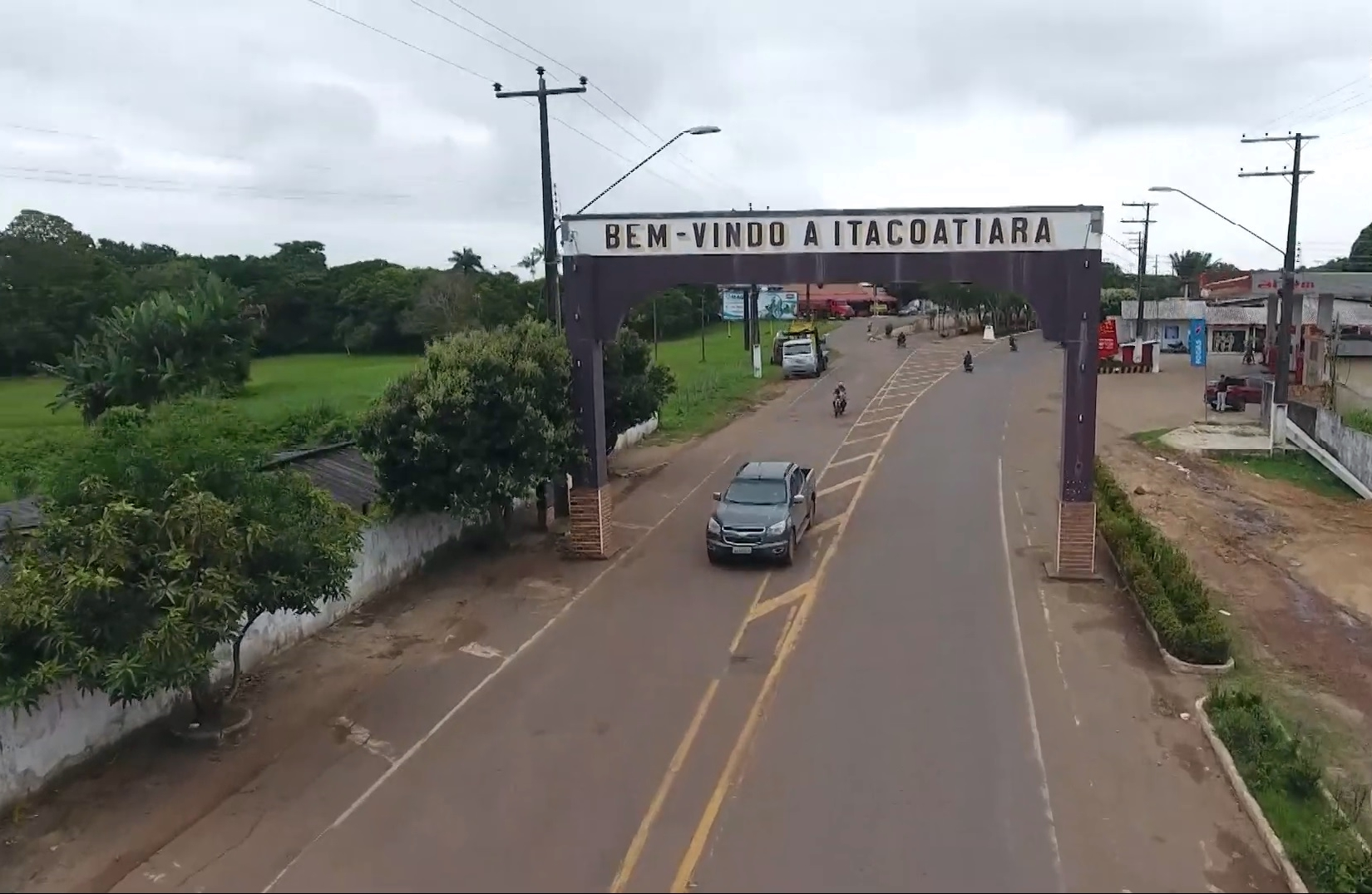
Rodovia AM-010, a principal forma de acesso ao município.

O município possui muita tradição no transporte hidroviário, tendo em vista a abundância dos rios que cortam a localidade. Itacoatiara, assim como os demais municípios amazonenses, não é cortada por ferrovias em seu território.

#### Fluvial
Os rios amazônicos são ainda hoje, como no tempo do Brasil-Colônia, as únicas vias de penetração nessa região. A navegação fluvial é muito intensa no Amazonas, que possui o maior rio em volume de águas do mundo, o Rio Amazonas.
Os rios de pequeno porte da região são navegáveis até o alto curso, como acontece nos rios juruá e Purus. Os tipos de embarcação hidroviária utilizadas na região variam desde pequenos barcos até a navios de cruzeiro. São usadas ainda embarcações a vela, geralmente chamadas de "canoas", "geleiras" ou "vigilengas", que realizam grande parte do tráfego à capital, Manaus, e outras localidades rurais do município. O Porto de Itacoatiara é um dos principais da região.

#### Aéreo e rodoviário
O transporte aéreo também é usado, embora em menor escala. Este é representado pelo Aeroporto de Itacoatiara.
A AM-010 liga Itacoatiara á BR-174, que faz a ligação até Manaus e Boa Vista, e a AM-363 que dá acesso à cidade de Itapiranga. Na cidade há um terminal rodoviário com horário direto para Manaus, Boa Vista, Presidente Figueiredo, Itapiranga, Rio Preto da Eva e Caracaraí.
De acordo com o IBGE, a cidade contava com 7.272 bicicletas, 9.910 motos, 3.542 carros, 32 micro-ônibus, 80 ônibus, 622 camionetas, 566 caminhões, e 556 caminhonetes. Em 2016, foram contabilizados 21 984 veículos.

## Cultura e sociedade
A cultura do município, assim como do Amazonas, foi largamente influenciada pelos nativos da região e pelos diversos grupos de imigrantes e migrantes que ali se estabeleceram, principalmente espanhóis. Itacoatiara tornou-se uma cidade com ampla miscigenação cultural e diversificadas culturas. Os nordestinos que migraram para a Amazônia no fim do Século XIX e início do Século XX, atraídos pelo ciclo da borracha, também contribuíram para a formação cultural do município. Tudo isso gerou na localidade e no estado uma cultura mestiça e com grande contribuição e permanência da cultura indígena. A prefeitura promove cultura por órgãos culturais. Todos os anos, no mês de setembro, acontece o Festival da Canção de Itacoatiara (Fecani), com o objetivo de desenvolver e divulgar novos talentos amazonenses da música. É o maior festival de música do Norte, reunindo músicos de todo o Brasil.

### Turismo

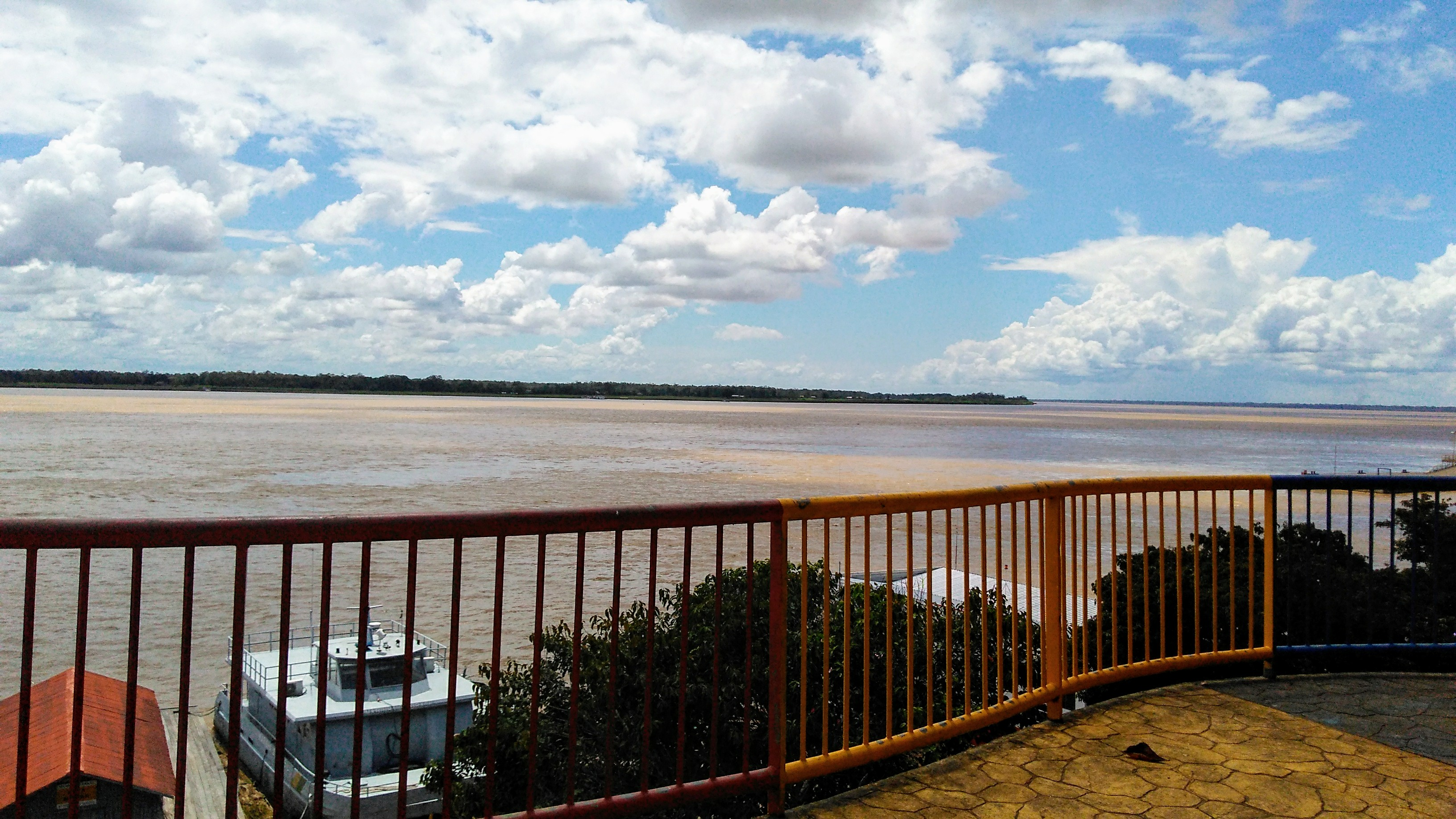
Vista para o Rio Amazonas a partir da orla de Itacoatiara.

Itacoatiara é um dos maiores destinos turísticos no Amazonas, recebendo um elevado número de turistas que visitam as praias, lagos e igarapés das proximidades, que contam com diversos hotéis de selva.
A cidade alcançou em 2005 o oitavo destino mais procurado na Região Norte do Brasil por turista em viagens de negócios, segundo a EMBRATUR a cidade ficou atrás somente de Manaus, Belém, Palmas, Boa Vista, Porto Velho, Rio Branco e Marabá. O ecoturismo, também chamado de turismo de natureza, atrai milhares de turistas ao município. Entre as atrações naturais da cidade, destacam-se: a Praça Central de Itacoatiara, que possui grandes prédios em construção contrastando com a grande arborização que é a marca da cidade. Também destacam-se festas populares, como a festa do padroeiro, o festival da canção, o museu de Itacoatiara, além do ecoturismo.

A cidade também possui praias, lagos e prédios históricos localizados nas ruas do Cais do Porto, atualmente o agronegócio também tem trazido turistas a cidade, em busca das feiras agropecuárias e rodeios realizados ao decorrer do ano
É o principal evento da cidade, atrai todos os anos milhares de turistas, além disso vários artistas populares brasileiros e regionais se apresentam nos dias da festa.

### Futebol
No futebol, o principal clube de futebol de Itacoatiara é o Penarol Atlético Clube, tendo sido fundado no dia 8 de agosto de 1947. Embora a grafia do seu nome seja motivo de dúvida pela imprensa, que grafa erradamente Peñarol ou Penharol, o nome correto é Penarol, conforme consta no sítio oficial e nos registros da Federação Amazonense de Futebol.
Na cidade está localizado o Estádio Floro de Mendonça, também conhecido como Floro, na época de sua inauguração, década de 1960, chegou a receber jogos de grandes equipes como o Flamengo e o Vasco da Gama. O Estádio Municipal de Itacoatiara é modesto e tem capacidade para 2.710 pessoas, está localizado na parte central da cidade. O gramado mede 105 x 68 metros, entretanto as áreas laterais e de fundo são menores.

### Feriados
Segundo a Prefeitura de Itacoatiara, em Itacoatiara há dois feriados municipais, oito feriados nacionais e três pontos facultativos. Os feriados municipais são: o dia do padroeira Nossa Senhora do Rosário, em 7 de outubro, e o dia de aniversário de emancipação política, comemorado em 25 de abril. De acordo com a lei federal nº 9.093, aprovada em 12 de setembro de 1995, os municípios podem ter no máximo quatro feriados municipais, já incluída a Sexta-Feira Santa.